# Henri-Charles Thomassin
Henri-Charles Thomassin, francoski general, * 1881, † 1963.